# Primera División 1941 (Chili)
In 1941 werd het negende seizoen gespeeld van de Primera División, de hoogste voetbalklasse van Chili. Colo-Colo werd kampioen. 

## Eindstand

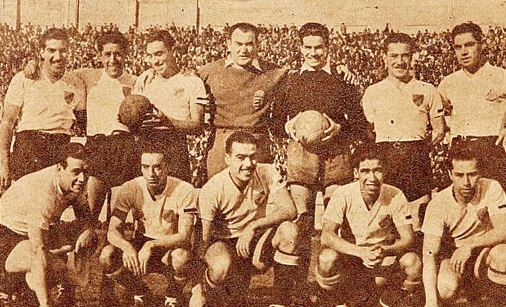
Kampioenenelftal van Colo-Colo.

| Plaats | Club                       | Wed. | W  | G | V  | Saldo | Ptn. |
| ------ | -------------------------- | ---- | -- | - | -- | ----- | ---- |
| 1      | Colo-Colo                  | 17   | 13 | 4 | 0  | 59:27 | 30   |
| 2      | Santiago Morning           | 18   | 8  | 6 | 4  | 38:34 | 22   |
| 3      | Audax Italiano             | 18   | 8  | 5 | 5  | 51:35 | 21   |
| 4      | Magallanes                 | 18   | 7  | 6 | 5  | 41:37 | 20   |
| 5      | Unión Española             | 17   | 7  | 5 | 5  | 43:41 | 19   |
| 6      | Universidad Católica       | 18   | 9  | 0 | 9  | 40:49 | 18   |
| 7      | Santiago National Juventus | 18   | 5  | 4 | 9  | 36:48 | 14   |
| 8      | Green Cross                | 17   | 6  | 0 | 11 | 31:44 | 12   |
| 9      | Universidad de Chile       | 18   | 5  | 1 | 12 | 37:45 | 11   |
| 10     | Badminton                  | 17   | 3  | 3 | 11 | 33:49 | 9    |

|  | Kampioen |